# Scopula ochroleucaria
Scopula ochroleucaria är en fjärilsart som beskrevs av Herrich-Schäffer 1847. Scopula ochroleucaria ingår i släktet Scopula och familjen mätare. Inga underarter finns listade.